# José María Larrauri Lafuente
José María Larrauri Lafuente (Vitoria, 4 marzo 1918 – Vitoria, 9 dicembre 2008) è stato un vescovo cattolico spagnolo di origine basca.

## Biografia
José María Larrauri Lafuente nacque a Vitoria il 4 marzo 1918.

### Formazione e ministero sacerdotale
Dopo la laurea in diritto civile, lavorò per tre anni in una banca. Attivo nell'associazionismo cattolico, fu uno dei fondatori dell'Associazione dei giovani della parrocchia di San Michele.
All'età di 24 anni entrò nel seminario di Vitoria.
Il 29 giugno 1948 fu ordinato presbitero per la diocesi di Vitoria. In seguito fu parroco di Araba e di diversi villaggi. Nel 1950 accompagnò monsignor Arturo Tabera Araoz nella nuova diocesi di Albacete. Prestò servizio come cancelliere vescovile, direttore del segretariato diocesano per le missioni, assistente ecclesiastico della gioventù di Azione Cattolica, rettore e professore del seminario maggiore.

### Ministero episcopale
Il 21 settembre 1970 papa Paolo VI lo nominò vescovo ausiliare di Pamplona e titolare di Ofena. Ricevette l'ordinazione episcopale il 4 novembre successivo dal cardinale Arturo Tabera Araoz, arcivescovo metropolita di Pamplona e amministratore apostolico di Tudela, co-consacranti il vescovo di Albacete Ireneo García Alonso e quello di Tui-Vigo José Delicado Baeza.
Il 16 febbraio 1979 papa Giovanni Paolo II lo nominò vescovo di Vitoria.
L'8 settembre 1995 lo stesso papa Giovanni Paolo II accettò la sua rinuncia al governo pastorale della diocesi per raggiunti limiti di età.
Morì a Vitoria il 9 dicembre 2008 all'età di 90 anni.

## Genealogia episcopale
La genealogia episcopale è:
- Cardinale Scipione Rebiba
- Cardinale Giulio Antonio Santori
- Cardinale Girolamo Bernerio, O.P.
- Arcivescovo Galeazzo Sanvitale
- Cardinale Ludovico Ludovisi
- Cardinale Luigi Caetani
- Cardinale Ulderico Carpegna
- Cardinale Paluzzo Paluzzi Altieri degli Albertoni
- Papa Benedetto XIII
- Papa Benedetto XIV
- Cardinale Enrico Enriquez
- Cardinale Francisco de Solís Folch de Cardona
- Vescovo Agustín Ayestarán Landa
- Arcivescovo Romualdo Antonio Mon y Velarde
- Cardinale Francisco Javier de Cienfuegos y Jovellanos
- Cardinale Cirilo de Alameda y Brea, O.F.M.
- Cardinale Juan de la Cruz Ignacio Moreno y Maisanove
- Cardinale José María Martín de Herrera y de la Iglesia
- Vescovo Leopoldo Eijo y Garay
- Cardinale Arturo Tabera Araoz, C.M.F.
- Vescovo José María Larrauri Lafuente